# Wyandot County
Wyandot County är ett administrativt område i delstaten Ohio, USA, med 22 615 invånare. Den administrativa huvudorten (county seat) är Upper Sandusky.

## Geografi
Enligt United States Census Bureau så har countyt en total area på 1 056 km². 1 051 km² av den arean är land och 5 km² är vatten.      

### Angränsande countyn
- Seneca County - norr
- Crawford County - öst
- Marion County - söder
- Hardin County - sydväst
- Hancock County - nordväst